# Poliedru uniform

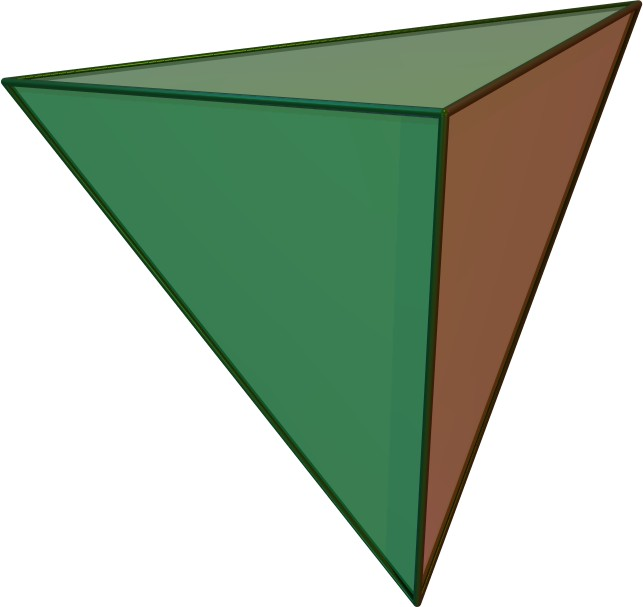
Poliedru platonic: tetraedru

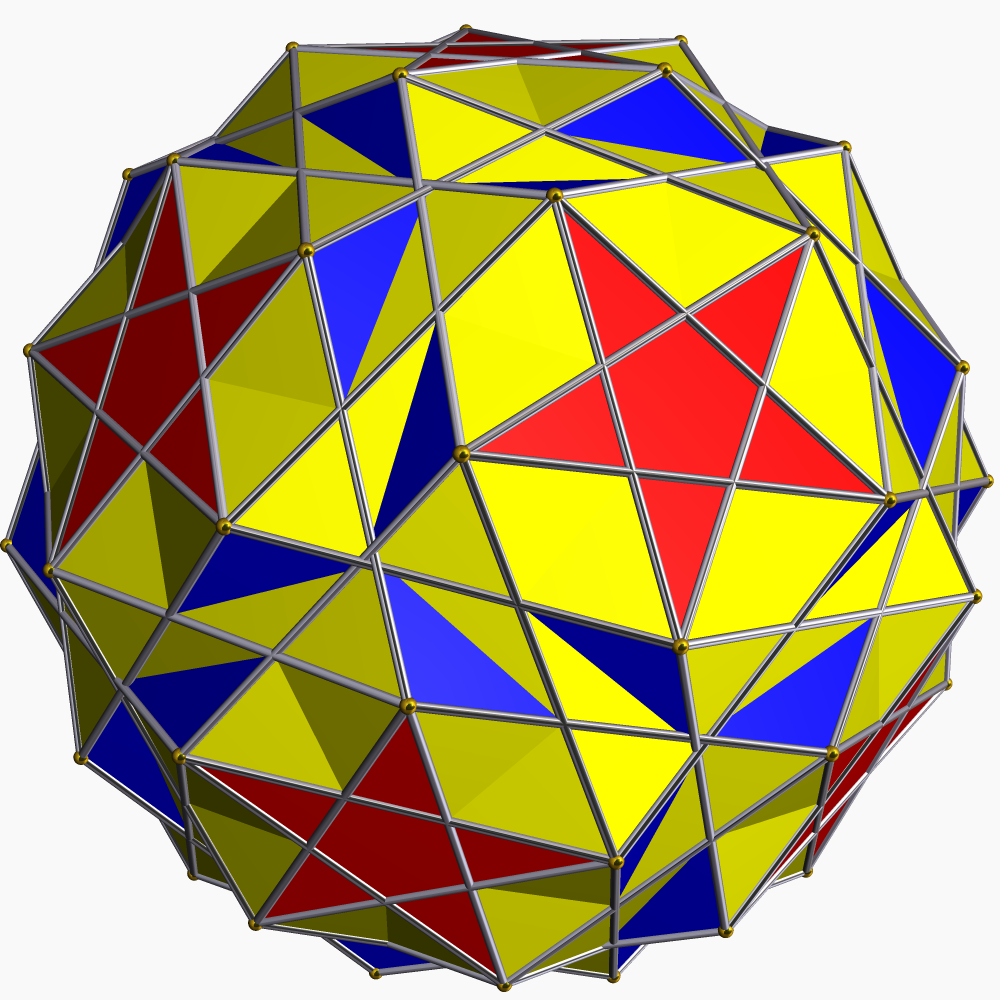
Poliedru stelat uniform: dodecadodecaedru snub

Un poliedru uniform are poligoane regulate ca fețe și este tranzitiv pe vârfuri (adică, există o izometrie care aplică orice vârf pe oricare altul). Rezultă că toate vârfurile sunt congruente.
Poliedrele uniforme pot fi regulate (dacă sunt și tranzitive pe fețe și muchii), cvasiregulate (dacă sunt tranzitive pe muchii, dar nu și pe fețe) sau semiregulate (dacă nu sunt tranzitive nici pe muchii, nici pe fețe). Fețele și vârfurile nu trebuie să fie convexe, așa că multe dintre poliedrele uniforme sunt și poliedre stelate.
Există două clase infinite de poliedre uniforme, împreună cu alte 75 de poliedre:
- Clase infinite:
  - prisme,
  - antiprisme;
- Convexe:
  - 5 poliedre platonice: poliedre convexe regulate,
  - 13 poliedre arhimedice: 2 poliedre convexe cvasiregulate și 11 semiregulate;
- Stelate (neconvexe):
  - 4 poliedre Kepler–Poinsot: poliedre neconvexe regulate,
  - 53 poliedre stelate uniforme: 5 poliedre cvasiregulate și 48 semiregulate.

Există, de asemenea, multe poliedre uniforme degenerate, cu perechi de muchii care coincid, inclusiv unul găsit de John Skilling numit marele dirombidodecaedru disnub (figura lui Skilling).
Poliedrele duale ale poliedrelor uniforme sunt tranzitive pe fețe (izoedrice) și au figurile vârfurilor regulate, și sunt în general clasificate în paralel cu poliedrul lor dual (uniform). Dualul unui poliedru regulat este regulat, în timp ce dualul unui poliedru arhimedic este un poliedru Catalan.
Conceptul de poliedru uniform este un caz special al conceptului de politop uniform, care se aplică și formelor din spațiile din dimensiuni superioare (sau din dimensiuni inferioare).

## Definiție
| Păcatul originar din teoria poliedrelor începe cu Euclid și prin Kepler, Poinsot, Cauchy și mulți alții continuă să afecteze toate lucrările pe această temă (inclusiv cele ale autorului de față). Provine din faptul că utilizarea tradițională a termenului „poliedre regulate” a fost, și este, contrară sintaxei și logicii: cuvintele par să sugereze că avem de-a face cu obiecte pe care le numim „poliedre”, cu acele cazuri particulare care merită să fie numite „regulate”. Dar în fiecare etapă — Euclid, Kepler, Poinsot, Hess, Brückner, ... — autorii nu au reușit să definească ce sunt „poliedrele” printre care se găsesc cele „regulate”. Branko Grünbaum (1994) |

Coxeter, Longuet-Higgins & Miller (1954) definesc poliedrele uniforme drept poliedre tranzitive pe vârfuri, cu fețe regulate. Ei definesc un poliedru ca fiind o mulțime finită de poligoane astfel încât fiecare latură a unui poligon să fie o latură a doar unui alt poligon, astfel încât nicio submulțime proprie nevidă a poligoanelor să aibă aceeași proprietate. Prin poligon se înțelege implicit un poligon în spațiul euclidian tridimensional; acestora le este permis să fie dispuse într-o formă neconvexă și să se intersecteze unul cu altul.
Există câteva generalizări ale conceptului de poliedru uniform. Dacă se renunță la presupunerea de conectivitate, atunci se obțin compuși uniformi, care pot fi considerați ca o reuniune de poliedre, cum ar fi compusul de cinci cuburi. Dacă se renunță la condiția ca realizarea poliedrului să nu fie degenerată, atunci se obține așa-numitul poliedru degenerat uniform. Acestea necesită o definiție mai generală a poliedrelor. Grünbaum (1994) a dat o definiție destul de complicată a unui poliedru, în timp ce McMullen & Schulte (2002) a dat o definiție mai simplă și mai generală a unui poliedru: în terminologia lor, un poliedru este un politop abstract bidimensional cu o realizare tridimensională nedegenerată. Aici un politop abstract este o poziție a „fețelor” sale care îndeplinește diferite condiții, o realizare este o funcție a vârfurilor sale într-un anumit spațiu, iar realizarea se numește nedegenerată dacă oricare două fețe distincte ale politopului abstract au realizări distincte.
Unele dintre modalitățile prin care pot degenera sunt următoarele:
- Fețe ascunse. Unele poliedre au fețe ascunse, în sensul că niciun punct al interiorului lor nu poate fi văzut din exterior. Acestea nu sunt considerate de obicei poliedre uniforme.
- Compuși degenerați. Unele poliedre au muchii multiple și fețele lor sunt fețele a două sau mai multe poliedre, deși acestea nu sunt compuși în sensul anterior, deoarece poliedrele au muchii comune.
- Acoperiri duble. Există unele poliedre neorientabile care au acoperiri duble care satisfac definiția unui poliedru uniform. Acolo acoperirile duble au fețe, laturi și vârfuri dublate. De obicei nu sunt considerate poliedre uniforme.
- Fețe duble. Există mai multe poliedre cu fețe duble produse prin construcția Wythoff. Mulți autori nu admit fețele duble și le elimină din construcție.
- Margini duble. Figura Skilling are proprietatea că are margini duble (ca în poliedrele uniforme degenerate), dar fețele sale nu pot fi notate ca o reuniune a două poliedre uniforme.

## Istoric

### Poliedre convexe regulate
- Poliedrele platonice datează din timpul grecilor clasici și au fost studiate de pitagoricienii, Platon (c. 424–348 î.Hr.), Theaetetus (c. 417–369 î.Hr.), Timaeus din Locri (c. 420–380 î.Hr.) și Euclid (323–285 î.Hr.). Etruscii au descoperit dodecaedrul regulat înainte de 500 î.Hr.[1]

### Poliedre convexe uniforme neregulate
- Cuboctaedrul a fost cunoscut de Platon.
- Arhimede (287–212 î.Hr.) a descoperit toate cele 13 poliedre arhimedice. Lucrarea sa originală despre acest subiect s-a pierdut, dar Pappus din Alexandria (c. 290–350) a menționat o listă a lui Arhimede cu cele 13 poliedre.
- Piero della Francesca (1415–1492) a redescoperit cinci poliedre trunchiate ale poliedrelor platonice: tetraedrul, octaedrul trunchiat, cubul trunchiat, dodecaedrul trunchiat și icosaedrul trunchiat, și a inclus ilustrări și calcule ale proprietăților lor metrice în cartea sa De quinque corporibus regularibus (română Despre cele cinci corpuri regulate). În altă carte a scris despre cuboctaedru.[2]
- Luca Pacioli a plagiat în De divina proportione (română Proporția divină) din 1509 lucrarea lui della Francesca, adăugând rombicuboctaedrul, pe care l-a numit icosihexaedru după cele 26 de fețe ale sale, și care a fost desenat de Leonardo da Vinci.
- Johannes Kepler (1571–1630) a fost primul care a publicat în 1619 lista completă a poliedrelor arhimedice și a identificat familiile infinite de prisme și antiprisme uniforme.

### Poliedre stelate regulate
- Kepler a descoperit în 1619 două din poliedrele Kepler–Poinsot regulate iar Louis Poinsot a descoperit alte două în 1809. Augustin Cauchy (1789–1857) a demonstrat că acestea sunt toate, iar numele lor a fost dat de Arthur Cayley (1821–1895).

### Celelalte 53 de poliedre stelate neregulate
- Din restul de 53, Edmund Hess (1878) a descoperit două, Albert Badoureau (1881) a descoperit încă 36 și, independent, Pitsch (1881) a descoperit 18, din care 3 nu fuseseră descoperite înainte. Împreună acestea erau 41 de poliedre.
- H.S.M. Coxeter a descoperit restul de 12 în colaborare cu J. C. P. Miller (1930–1932) dar nu le-a publicat. M.S. Longuet-Higgins și H.C. Longuet-Higgins au descoperit independent 11 din ele. Lesavre și Mercier au descoperit 5 din ele în 1947.
- Coxeter, Longuet-Higgins & Miller (1954) a publicat lista poliedrelor uniforme.
- Sopov (1970) a demonstrat conjectura lor că lista era completă.
- În 1974 Magnus Wenninger a publicat în cartea sa Polyhedron models (română Modele de poliedre), lista celor 75 de poliedre uniforme neprismatice, cu mai multe denumiri nepublicate anterior date de Norman Johnson.
- Skilling (1975) a demonstrat independent completitudinea listei și a arătat că dacă definiția poliedrului uniform este relaxată pentru a permite muchiilor să coincidă, atunci există doar o singură posibilitate suplimentară.
- În 1987, Edmond Bonan a trasat toate poliedrele uniforme și dualele lor în 3D, cu un program Turbo Pascal numit Polyca: aproape toate acestea au fost prezentate în cadrul Congresului Uniunii Stereoscopice Internaționale desfășurat la Congress Theatre, Eastbourne, Regatul Unit.[3]
- În 1993 Zvi Har'El a realizat o construcție caleidoscopică completă a poliedrelor uniforme și a dualelor lor cu un program de calculator numit Kaleido și le-a rezumat în articolul Uniform Solution for Uniform Polyhedra (română Soluție uniformă pentru poliedre uniforme), ilustrat cu 80 de figuri.[4]
- Tot în 1993, R. Mäder a portat această soluție Kaleido la Mathematica cu un sistem de indexare ușor diferit.[5]
- În 2002 Peter W. Messer a descoperit un set minim de expresii pentru determinarea principalelor cantități combinatorice și metrice ale oricărui poliedru uniform (și ale dualului său) dat doar de simbolul său Wythoff.[6]

## Poliedre stelate uniforme

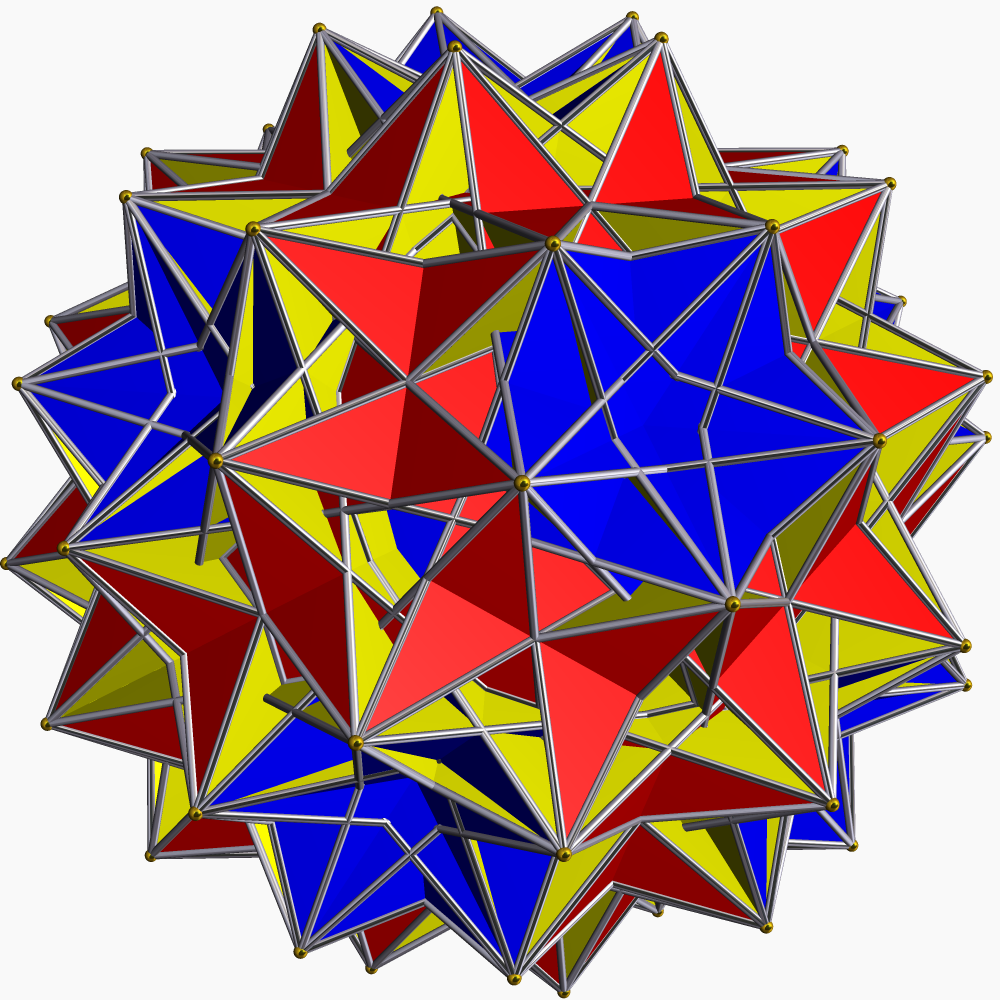
Marele dirombicosidodecaedru, singurul poliedru uniform ne-Wythoffian

Cele 57 de forme neconvexe neprismatice, cu excepția marelui dirombicosidodecaedru, sunt compilate după construcțiile Wythoff din triunghiurile Schwarz.

## Forme convexe prin construcție Wythoff
Poliedrele uniforme convexe pot fi denumite după operațiile construcției Wythoff în forme regulate.
Mai detaliat, poliedrul uniform convex este dat mai jos de construcția Wythoff în cadrul fiecărui grup de simetrie.
În cadrul construcției Wythoff, există repetări create de forme cu simetrie inferioară. Cubul este atât un poliedru regulat cât și o prismă pătrată. Octaedrul este un poliedru regulat și o antiprismă triunghiulară. Octaedrul este, de asemenea, un tetraedru rectificat. Multe poliedre apar repetat, din diferite surse de construcție și sunt colorate diferit.
Construcția Wythoff se aplică în mod egal poliedrelor uniforme și pavărilor uniforme ale suprafeței unei sfere, deci sunt date imagini ale ambelor. Pavările sferice incluzând mulțimile de hosoedre și diedre, care sunt poliedre degenerate.
Aceste grupuri de simetrie sunt formate din reflexiile grupurilor de puncte în spațiul tridimensional, fiecare reprezentat printr-un triunghi fundamental (p q r), unde p > 1, q > 1, r > 1 și 1/p + 1/q + 1/r < 1.
- Simetrie tetraedrică (3 3 2) – ordinul 24
- Simetrie octaedrică (4 3 2) – ordinul 48
- Simetrie icosaedrică (5 3 2) – ordinul 120
- Simetrie diedrală (n 2 2), pentru n = 3,4,5,... – ordinul 4n

Restul formelor nereflexive sunt construite prin operațiuni de alternare aplicate poliedrelor cu un număr par de muchii.
Împreună cu prismele și simetria diedrală a acestora, procesul de construcție sferic Wythoff adaugă două clase regulate care devin degenerate ca poliedre: diedrele și  hosoedrele, prima având doar două fețe, iar a doua doar două vârfuri. Trunchierea hosoedrelor regulate creează prismele.
Dedesubt, poliedrele uniforme convexe sunt numerotate 1–18 pentru formele neprismatice așa cum sunt prezentate în tabele prin forma de simetrie.
Pentru setul infinit de forme prismatice, acestea sunt grupate în patru familii:
1. Hosoedre H2... (doar ca pavări sferice)
2. Diedre D2... (doar ca pavări sferice)
3. Prisme P3... (hosoedre trunchiate)
4. Antiprisme A3... (prisme snub)

### Tabele rezumative
| Nume Johnson           | Inițial                                           | Trunchiat                                          | Rectificat                                         | Bitrunchiat (dual tr.)                             | Birectificat (dual)                               | Cantelat                                            | Omnitrunchiat (cantitrunchiat)                      | Snub                                                |
| Diagramă Coxeter       |                                                   |                                                    | ·                                                  |                                                    |                                                   | ·                                                   | ·                                                   | ·                                                   |
| Simbol Schläfli extins | {\displaystyle {\begin{Bmatrix}p,q\end{Bmatrix}}} | {\displaystyle t{\begin{Bmatrix}p,q\end{Bmatrix}}} | {\displaystyle {\begin{Bmatrix}p\\q\end{Bmatrix}}} | {\displaystyle t{\begin{Bmatrix}q,p\end{Bmatrix}}} | {\displaystyle {\begin{Bmatrix}q,p\end{Bmatrix}}} | {\displaystyle r{\begin{Bmatrix}p\\q\end{Bmatrix}}} | {\displaystyle t{\begin{Bmatrix}p\\q\end{Bmatrix}}} | {\displaystyle s{\begin{Bmatrix}p\\q\end{Bmatrix}}} |
| Simbol Schläfli extins | {p,q}                                             | t{p,q}                                             | r{p,q}                                             | 2t{p,q}                                            | 2r{p,q}                                           | rr{p,q}                                             | tr{p,q}                                             | sr{p,q}                                             |
| Simbol Schläfli extins | t0{p,q}                                           | t0,1{p,q}                                          | t1{p,q}                                            | t1,2{p,q}                                          | t2{p,q}                                           | t0,2{p,q}                                           | t0,1,2{p,q}                                         | ht0,1,2{p,q}                                        |
| Simbol Wythoff (p q 2) | q \| p 2                                          | 2 q \| p                                           | 2 \| p q                                           | 2 p \| q                                           | p \| q 2                                          | p q \| 2                                            | p q 2 \|                                            | \| p q 2                                            |
| Figura vârfului        | pq                                                | q.2p.2p                                            | (p.q)2                                             | p.2q.2q                                            | qp                                                | p.4.q.4                                             | 4.2p.2q                                             | 3.3.p.3.q                                           |
| ---------------------- | ------------------------------------------------- | -------------------------------------------------- | -------------------------------------------------- | -------------------------------------------------- | ------------------------------------------------- | --------------------------------------------------- | --------------------------------------------------- | --------------------------------------------------- |
| Tetraedrică (3 3 2)    | 3.3.3                                             | 3.6.6                                              | 3.3.3.3                                            | 3.6.6                                              | 3.3.3                                             | 3.4.3.4                                             | 4.6.6                                               | 3.3.3.3.3                                           |
| Octaedrică (4 3 2)     | 4.4.4                                             | 3.8.8                                              | 3.4.3.4                                            | 4.6.6                                              | 3.3.3.3                                           | 3.4.4.4                                             | 4.6.8                                               | 3.3.3.3.4                                           |
| Icosaedrică (5 3 2)    | 5.5.5                                             | 3.10.10                                            | 3.5.3.5                                            | 5.6.6                                              | 3.3.3.3.3                                         | 3.4.5.4                                             | 4.6.10                                              | 3.3.3.3.5                                           |

Exemple de simetrii diedrale
Sfera nu este tăiată, doar pavarea este tăiată. Pe o sferă, o muchie este un arc de cerc mare, cea mai scurtă cale între cele două vârfuri ale sale. Prin urmare, un digon ale cărui vârfuri nu sunt opuse polar este plat: arată ca o muchie.
| (p 2 2)                | Inițial                                           | Trunchiat                                          | Rectificat                                         | Bitrunchiat (dual tr.)                             | Birectificat (dual)                               | Cantelat                                            | Omnitrunchiat (cantitrunchiat)                      | Snub                                                |
| Diagramă Coxeter       |                                                   |                                                    |                                                    |                                                    |                                                   |                                                     |                                                     |                                                     |
| Simbol Schläfli extins | {\displaystyle {\begin{Bmatrix}p,2\end{Bmatrix}}} | {\displaystyle t{\begin{Bmatrix}p,2\end{Bmatrix}}} | {\displaystyle {\begin{Bmatrix}p\\2\end{Bmatrix}}} | {\displaystyle t{\begin{Bmatrix}2,p\end{Bmatrix}}} | {\displaystyle {\begin{Bmatrix}2,p\end{Bmatrix}}} | {\displaystyle r{\begin{Bmatrix}p\\2\end{Bmatrix}}} | {\displaystyle t{\begin{Bmatrix}p\\2\end{Bmatrix}}} | {\displaystyle s{\begin{Bmatrix}p\\2\end{Bmatrix}}} |
| Simbol Schläfli extins | {p,2}                                             | t{p,2}                                             | r{p,2}                                             | 2t{p,2}                                            | 2r{p,2}                                           | rr{p,2}                                             | tr{p,2}                                             | sr{p,2}                                             |
| Simbol Schläfli extins | t0{p,2}                                           | t0,1{p,2}                                          | t1{p,2}                                            | t1,2{p,2}                                          | t2{p,2}                                           | t0,2{p,2}                                           | t0,1,2{p,2}                                         | ht0,1,2{p,2}                                        |
| Simbol Wythoff         | 2 \| p 2                                          | 2 2 \| p                                           | 2 \| p 2                                           | 2 p \| 2                                           | p \| 2 2                                          | p 2 \| 2                                            | p 2 2 \|                                            | \| p 2 2                                            |
| Figura vârfului        | p2                                                | 2.2p.2p                                            | p.2.p.2                                            | p.4.4                                              | 2p                                                | p.4.2.4                                             | 4.2p.4                                              | 3.3.3.p                                             |
| ---------------------- | ------------------------------------------------- | -------------------------------------------------- | -------------------------------------------------- | -------------------------------------------------- | ------------------------------------------------- | --------------------------------------------------- | --------------------------------------------------- | --------------------------------------------------- |
| Diedrală (2 2 2)       | {2,2}                                             | 2.4.4                                              | 2.2.2.2                                            | 4.4.2                                              | 2.2                                               | 2.4.2.4                                             | 4.4.4                                               | 3.3.3.2                                             |
| Diedrală (3 2 2)       | 3.3                                               | 2.6.6                                              | 2.3.2.3                                            | 4.4.3                                              | 2.2.2                                             | 2.4.3.4                                             | 4.4.6                                               | 3.3.3.3                                             |
| Diedrală (4 2 2)       | 4.4                                               | 2.8.8                                              | 2.4.2.4                                            | 4.4.4                                              | 2.2.2.2                                           | 2.4.4.4                                             | 4.4.8                                               | 3.3.3.4                                             |
| Diedrală (5 2 2)       | 5.5                                               | 2.10.10                                            | 2.5.2.5                                            | 4.4.5                                              | 2.2.2.2.2                                         | 2.4.5.4                                             | 4.4.10                                              | 3.3.3.5                                             |
| Diedrală (6 2 2)       | 6.6                                               | 2.12.12                                            | 2.6.2.6                                            | 4.4.6                                              | 2.2.2.2.2.2                                       | 2.4.6.4                                             | 4.4.12                                              | 3.3.3.6                                             |

### (3 3 2) Tdsimetrie tetraedrică
Simetria tetraedrică a sferei generează 5 poliedre uniforme și o a 6-a formă printr-o operație snub.
Simetria tetraedrică este reprezentată de un triunghi fundamental cu un vârf cu două oglindiri și două vârfuri cu trei oglindiri, reprezentate de simbolul (3 3 2). Poate fi reprezentată și de grupul Coxeter A2 sau [3,3], sau de o diagramă Coxeter: .
Există 24 de triunghiuri, vizibile în imaginile de alături pe fețele hexaedrului tetrakis și în triunghiurile colorate alternativ pe o sferă.

| #   | Nume                                                                   | Graf A3 | Graf A2 | Imagine | Pavare | Figura vârfului | Simbol Coxeter și Schläfli | Numărul fețelor după poziție | Numărul fețelor după poziție | Numărul fețelor după poziție | Numărul elementelor | Numărul elementelor | Numărul elementelor |
| #   | Nume                                                                   | Graf A3 | Graf A2 | Imagine | Pavare | Figura vârfului | Simbol Coxeter și Schläfli | Poz. 2 · [3] · (4)           | Poz. 1 · [2] · (6)           | Poz. 0 · [3] · (4)           | Fe- țe              | Mu- chii            | Vâr- furi           |
| --- | ---------------------------------------------------------------------- | ------- | ------- | ------- | ------ | --------------- | -------------------------- | ---------------------------- | ---------------------------- | ---------------------------- | ------------------- | ------------------- | ------------------- |
| 1   | Tetraedru                                                              |         |         |         |        |                 | · {3,3}                    | {3}                          |                              |                              | 4                   | 6                   | 4                   |
| [1] | Tetraedru birectificat (tetraedru)                                     |         |         |         |        |                 | · t2{3,3}={3,3}            |                              |                              | {3}                          | 4                   | 6                   | 4                   |
| 2   | Tetraedru rectificat, Tetratetraedru (octaedru)                        |         |         |         |        |                 | · t1{3,3}=r{3,3}           | {3}                          |                              | {3}                          | 8                   | 12                  | 6                   |
| 3   | Tetraedru trunchiat                                                    |         |         |         |        |                 | · t0,1{3,3}=t{3,3}         | {6}                          |                              | {3}                          | 8                   | 18                  | 12                  |
| [3] | Tetraedru bitrunchiat (tetraedru trunchiat)                            |         |         |         |        |                 | · t1,2{3,3}=t{3,3}         | {3}                          |                              | {6}                          | 8                   | 18                  | 12                  |
| 4   | Tetraedru cantelat, Rombitetratetraedru (cuboctaedru)                  |         |         |         |        |                 | · t0,2{3,3}=rr{3,3}        | {3}                          | {4}                          | {3}                          | 14                  | 24                  | 12                  |
| 5   | Tetraedru omnitrunchiat, Tetratetraedru trunchiat (octaedru trunchiat) |         |         |         |        |                 | · t0,1,2{3,3}=tr{3,3}      | {6}                          | {4}                          | {6}                          | 14                  | 36                  | 24                  |
| 6   | Tetratetraedru snub (icosaedru)                                        |         |         |         |        |                 | · sr{3,3}                  | {3}                          | 2 {3}                        | {3}                          | 20                  | 30                  | 12                  |

### (4 3 2) Ohsimetrie octaedrică
Simetria octaedrică a sferei generează 7 poliedre uniforme și alt 7 prin alternare. Șase din aceste forme sunt repetări ale simetriei tetraedrice din tabelul anterior.
Simetria octaedrică este reprezentată de un triunghi fundamental (4 3 2) având oglindiri în fiecare vârf. Poate fi reprezentată și de grupul Coxeter B2 sau [4,3], sau de o diagramă Coxeter: .
Există 48 de triunghiuri, vizibile în imaginile de alături pe fețele dodecaedrului disdiakis și în triunghiurile colorate alternativ pe o sferă.

| #   | Nume                                                             | Graf B3 | Graf B2 | Imagine | Pavare | Figura vârfului | Simbol Coxeter și Schläfli | Numărul fețelor după poziție | Numărul fețelor după poziție | Numărul fețelor după poziție | Numărul elementelor | Numărul elementelor | Numărul elementelor |
| #   | Nume                                                             | Graf B3 | Graf B2 | Imagine | Pavare | Figura vârfului | Simbol Coxeter și Schläfli | Poz. 2 · [4] · (6)           | Poz. 1 · [2] · (12)          | Poz. 0 · [3] · (8)           | Fe- țe              | Mu- chii            | Vâr- furi           |
| --- | ---------------------------------------------------------------- | ------- | ------- | ------- | ------ | --------------- | -------------------------- | ---------------------------- | ---------------------------- | ---------------------------- | ------------------- | ------------------- | ------------------- |
| 7   | Cub                                                              |         |         |         |        |                 | · {4,3}                    | {4}                          |                              |                              | 6                   | 12                  | 8                   |
| [2] | Octaedru                                                         |         |         |         |        |                 | · {3,4}                    |                              |                              | {3}                          | 8                   | 12                  | 6                   |
| [4] | Cub rectificat, Octaedru rectificat (cuboctaedru)                |         |         |         |        |                 | · {4,3}                    | {4}                          |                              | {3}                          | 14                  | 24                  | 12                  |
| 8   | Cub trunchiat                                                    |         |         |         |        |                 | · t0,1{4,3}=t{4,3}         | {8}                          |                              | {3}                          | 14                  | 36                  | 24                  |
| [5] | Octaedru trunchiat                                               |         |         |         |        |                 | · t0,1{3,4}=t{3,4}         | {4}                          |                              | {6}                          | 14                  | 36                  | 24                  |
| 9   | Cub cantelat, Octaedru cantelat, Rombicuboctaedru                |         |         |         |        |                 | · t0,2{4,3}=rr{4,3}        | {4}                          | {4}                          | {3}                          | 26                  | 48                  | 24                  |
| 10  | Cub omnitrunchiat, Octaedru omnitrunchiat, Cuboctaedru trunchiat |         |         |         |        |                 | · t0,1,2{4,3}=tr{4,3}      | {8}                          | {4}                          | {6}                          | 26                  | 72                  | 48                  |
| [6] | Octaedru snub (icosaedru)                                        |         |         |         |        |                 | · = · s{3,4}=sr{3,3}       |                              | {3}                          | {3}                          | 20                  | 30                  | 12                  |
| [1] | Semicub (tetraedru)                                              |         |         |         |        |                 | · = · h{4,3}={3,3}         | 1/2 {3}                      |                              |                              | 4                   | 6                   | 4                   |
| [2] | Cub cantic (tetraedru trunchiat)                                 |         |         |         |        |                 | · = · h2{4,3}=t{3,3}       | 1/2 {6}                      |                              | 1/2 {3}                      | 8                   | 18                  | 12                  |
| [4] | (cuboctaedru)                                                    |         |         |         |        |                 | · = · rr{3,3}              |                              |                              |                              | 14                  | 24                  | 12                  |
| [5] | (octaedru trunchiat)                                             |         |         |         |        |                 | · = · tr{3,3}              |                              |                              |                              | 14                  | 36                  | 24                  |
| [9] | Octaedru cantic snub (rombicuboctaedru)                          |         |         |         |        |                 | · s2{3,4}=rr{3,4}          |                              |                              |                              | 26                  | 48                  | 24                  |
| 11  | Cuboctaedru snub                                                 |         |         |         |        |                 | · sr{4,3}                  | {4}                          | 2 {3}                        | {3}                          | 38                  | 60                  | 24                  |

### (5 3 2) Ihsimetrie icosaedrică
Simetria icosaedrică a sferei generează 7 poliedre uniforme și încă 1 prin alternare. Doar unul este o repetare a simetriei tetraedrice și octaedriece din tabelele anterioare.
Simetria icosaedrică este reprezentată de un triunghi fundamental (5 3 2) având oglindiri în fiecare vârf. Poate fi reprezentată și de grupul Coxeter G2 sau [5,3], sau de o diagramă Coxeter: .
Există 120 de triunghiuri, vizibile în imaginile de alături pe fețele triacontaedrului disdiakis și în triunghiurile colorate alternativ pe o sferă.

| #   | Nume                                                                         | Graf (A2) [6] | Graf (H3) [10] | Imagine | Pavare | Figura vârfului | Simbol Coxeter și Schläfli | Numărul fețelor după poziție | Numărul fețelor după poziție | Numărul fețelor după poziție | Numărul elementelor | Numărul elementelor | Numărul elementelor |
| #   | Nume                                                                         | Graf (A2) [6] | Graf (H3) [10] | Imagine | Pavare | Figura vârfului | Simbol Coxeter și Schläfli | Poz. 2 · [5] · (12)          | Poz. 1 · [2] · (30)          | Poz. 0 · [3] · (20)          | Fe- țe              | Mu- chii            | Vâr- furi           |
| --- | ---------------------------------------------------------------------------- | ------------- | -------------- | ------- | ------ | --------------- | -------------------------- | ---------------------------- | ---------------------------- | ---------------------------- | ------------------- | ------------------- | ------------------- |
| 12  | Dodecaedru                                                                   |               |                |         |        |                 | · {5,3}                    | {5}                          |                              |                              | 12                  | 30                  | 20                  |
| [6] | Icosaedru                                                                    |               |                |         |        |                 | · {3,5}                    |                              |                              | {3}                          | 20                  | 30                  | 12                  |
| 13  | Dodecaedru rectificat, Icosaedru rectificat, Icosidodecaedru                 |               |                |         |        |                 | · t1{5,3}=r{5,3}           | {5}                          |                              | {3}                          | 32                  | 60                  | 30                  |
| 14  | Dodecaedru trunchiat                                                         |               |                |         |        |                 | · t0,1{5,3}=t{5,3}         | {10}                         |                              | {3}                          | 32                  | 90                  | 60                  |
| 15  | Icosaedru trunchiat                                                          |               |                |         |        |                 | · t0,1{3,5}=t{3,5}         | {5}                          |                              | {6}                          | 32                  | 90                  | 60                  |
| 16  | Dodecaedru cantelat, Icosaedru cantelat, Rombicosidodecaedru                 |               |                |         |        |                 | · t0,2{5,3}=rr{5,3}        | {5}                          | {4}                          | {3}                          | 62                  | 120                 | 60                  |
| 17  | Dodecaedru omnitrunchiat, Icosaedru omnitrunchiat, Icosidodecaedru trunchiat |               |                |         |        |                 | · t0,1,2{5,3}=tr{5,3}      | {10}                         | {4}                          | {6}                          | 62                  | 180                 | 120                 |
| 18  | Icosidodecaedru snub                                                         |               |                |         |        |                 | · sr{5,3}                  | {5}                          | 2 {3}                        | {3}                          | 92                  | 150                 | 60                  |

### (p 2 2) Familia prismelor [p,2], I2(p) (Dphsimetrie diedrală)
Simetria diedrală a sferei generează două mulțimi infinite de poliedre uniforme, prisme și antiprisme și alte două mulțimi infinite de poliedre degenerate, hosoedrele și diedrele care există ca pavări pe sferă.
Simetria diedrală este reprezentată de triunghiul fundamental (p 2 2) având oglindiri în fiecare vârf. Poate fi reprezentat de grupul Coxeter I2(p) sau [n,2], precum și de o diagramă Coxeter prismatică: .
Mai jos sunt primele cinci simetrii diedrale: D2 ... D6. Simetria diedrală Dp are ordinul 4n, reprezintă fețele unei bipiramide, iar pe ecuatorul unei sfere un cerc de longitudine cu n arce de longitudine la distanțe egale.

#### (2 2 2) Simetrie diedrală
Există 8 triunghiuri fundamentale, vizibile pe fețele bipiramidei pătrate (octaedru) și triunghiuri colorate alternativ pe o sferă.

| #      | Nume                                     | Imagine | Pavare | Figura vârfului | Simbol Coxeter și Schläfli | Numărul fețelor după poziție | Numărul fețelor după poziție | Numărul fețelor după poziție | Numărul elementelor | Numărul elementelor | Numărul elementelor |
| #      | Nume                                     | Imagine | Pavare | Figura vârfului | Simbol Coxeter și Schläfli | Poz. 2 · [2] · (2)           | Poz. 1 · [2] · (2)           | Poz. 0 · [2] · (2)           | Fe- țe              | Mu- chii            | Vâr- furi           |
| ------ | ---------------------------------------- | ------- | ------ | --------------- | -------------------------- | ---------------------------- | ---------------------------- | ---------------------------- | ------------------- | ------------------- | ------------------- |
| D2 H2  | Diedru digonal, hosoedru digonal         |         |        |                 | · {2,2}                    | {2}                          |                              |                              | 2                   | 2                   | 2                   |
| D4     | Diedru digonal trunchiat (diedru pătrat) |         |        |                 | · t{2,2}={4,2}             | {4}                          |                              |                              | 2                   | 4                   | 4                   |
| P4 [7] | Diedru digonal omnitrunchiat (cub)       |         |        |                 | · t0,1,2{2,2}=tr{2,2}      | {4}                          | {4}]                         | {4}                          | 6                   | 12                  | 8                   |
| A2 [1] | Diedru digonal snub (tetraedru)          |         |        |                 | · sr{2,2}                  |                              | 2 {3}                        |                              | 4                   | 6                   | 4                   |

| Imagine indisponibilă |  | Imagine indisponibilă |
|                       |  |                       |

#### (3 2 2) D3hsimetrie diedrală
Există 12 triunghiuri fundamentale, vizibile pe fețele bipiramidei hexagonale și triunghiuri colorate alternativ pe o sferă.

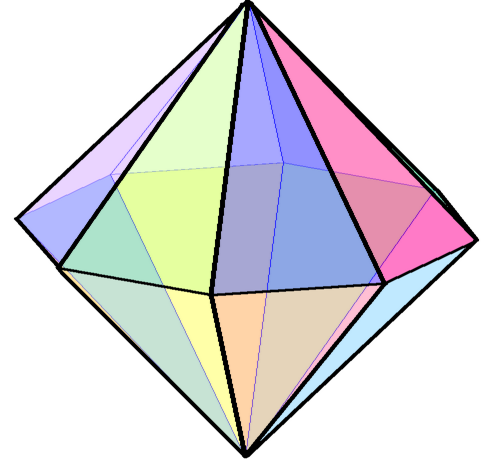

| #      | Nume                                                        | Imagine | Pavare | Figura vârfului | Simbol Coxeter și Schläfli | Numărul fețelor după poziție | Numărul fețelor după poziție | Numărul fețelor după poziție | Numărul elementelor | Numărul elementelor | Numărul elementelor |
| #      | Nume                                                        | Imagine | Pavare | Figura vârfului | Simbol Coxeter și Schläfli | Poz. 2 · [3] · (2)           | Poz. 1 · [2] · (3)           | Poz. 0 · [2] · (3)           | Fe- țe              | Mu- chii            | Vâr- furi           |
| ------ | ----------------------------------------------------------- | ------- | ------ | --------------- | -------------------------- | ---------------------------- | ---------------------------- | ---------------------------- | ------------------- | ------------------- | ------------------- |
| D3     | Diedru trigonal                                             |         |        |                 | · {3,2}                    | {3}                          |                              |                              | 2                   | 3                   | 3                   |
| H3     | Hosoedru trigonal                                           |         |        |                 | · {2,3}                    |                              |                              | {2}                          | 3                   | 3                   | 2                   |
| D6     | Diedru trigonal trunchiat (diedru hexagonal)                |         |        |                 | · t{3,2}                   | {6}                          |                              |                              | 2                   | 6                   | 6                   |
| P3     | Hosoedru trigonal trunchiat (prismă triunghiulară)          |         |        |                 | · t{2,3}                   | {3}                          | {4}                          |                              | 5                   | 9                   | 6                   |
| P6     | Diedru trigonal omnitrunchiat (Prismă hexagonală)           |         |        |                 | · t0,1,2{2,3}=tr{2,3}      | {6}                          | {4}                          | {4}                          | 8                   | 18                  | 12                  |
| A3 [2] | Diedru trigonal snub (antiprismă triunghiulară), (Octaedru) |         |        |                 | · sr{2,3}                  | {3}                          | 2 {3}                        |                              | 8                   | 12                  | 6                   |
| P3     | Diedru trigonal snub cantic (prismă triunghiulară)          |         |        |                 | · s2{2,3}=t{2,3}           |                              |                              |                              | 5                   | 9                   | 6                   |

#### (4 2 2) D4hsimetrie diedrală
Există 16 triunghiuri fundamentale, vizibile pe fețele bipiramidei octogonale și triunghiuri colorate alternativ pe o sferă.

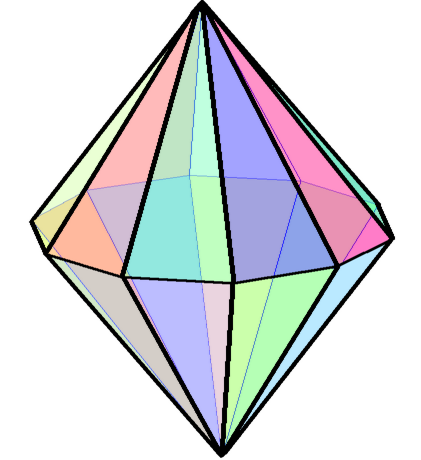

| #      | Nume                                                    | Imagine | Pavare | Figura vârfului | Simbol Coxeter și Schläfli | Numărul fețelor după poziție | Numărul fețelor după poziție | Numărul fețelor după poziție | Numărul elementelor | Numărul elementelor | Numărul elementelor |
| #      | Nume                                                    | Imagine | Pavare | Figura vârfului | Simbol Coxeter și Schläfli | Poz. 2 · [4] · (2)           | Poz. 1 · [2] · (4)           | Poz. 0 · [2] · (4)           | Fe- țe              | Mu- chii            | Vâr- furi           |
| ------ | ------------------------------------------------------- | ------- | ------ | --------------- | -------------------------- | ---------------------------- | ---------------------------- | ---------------------------- | ------------------- | ------------------- | ------------------- |
| D4     | Diedru pătrat                                           |         |        |                 | · {4,2}                    | {4}                          |                              |                              | 2                   | 4                   | 4                   |
| H4     | Hosoedru pătrat                                         |         |        |                 | · {2,4}                    |                              |                              | {2}                          | 4                   | 4                   | 2                   |
| D8     | Diedru pătrat trunchiat (diedru octogonal)              |         |        |                 | · t{4,2}                   | {8}                          |                              |                              | 2                   | 8                   | 8                   |
| P4 [7] | Hosoedru pătrat trunchiat (cub)                         |         |        |                 | · t{2,4}                   | {4}                          | {4}                          |                              | 6                   | 12                  | 8                   |
| D8     | Diedru pătrat omnitrunchiat (prismă octogonală)         |         |        |                 | · t0,1,2{2,4}=tr{2,4}      | {8}                          | {4}                          | {4}                          | 10                  | 24                  | 16                  |
| A4     | Diedru pătrat snub (antiprismă pătrată)                 |         |        |                 | · sr{2,4}                  | {4}                          | 2 {3}                        |                              | 10                  | 16                  | 8                   |
| P4 [7] | Diedru pătrat snub cantic (cub)                         |         |        |                 | · s2{4,2}=t{2,4}           |                              |                              |                              | 6                   | 12                  | 8                   |
| A2 [1] | Hosoedru pătrat snub (antiprismă digonală), (tetraedru) |         |        |                 | · s{2,4}=sr{2,2}           |                              |                              |                              | 4                   | 6                   | 4                   |

#### (5 2 2) D5hsimetrie diedrală
Există 20 triunghiuri fundamentale, vizibile pe fețele bipiramidei decagonale și triunghiuri colorate alternativ pe o sferă:

| #   | Nume                                                | Imagine | Pavare | Figura vârfului | Simbol Coxeter și Schläfli | Numărul fețelor după poziție | Numărul fețelor după poziție | Numărul fețelor după poziție | Numărul elementelor | Numărul elementelor | Numărul elementelor |
| #   | Nume                                                | Imagine | Pavare | Figura vârfului | Simbol Coxeter și Schläfli | Poz. 2 · [5] · (2)           | Poz. 1 · [2] · (5)           | Poz. 0 · [2] · (5)           | Fe- țe              | Mu- chii            | Vâr- furi           |
| --- | --------------------------------------------------- | ------- | ------ | --------------- | -------------------------- | ---------------------------- | ---------------------------- | ---------------------------- | ------------------- | ------------------- | ------------------- |
| D5  | Diedru pentagonal                                   |         |        |                 | · {5,2}                    | {5}                          |                              |                              | 2                   | 5                   | 5                   |
| H5  | Hosoedru pentagonal                                 |         |        |                 | · {2,5}                    |                              |                              | {2}                          | 5                   | 5                   | 2                   |
| D10 | Diedru pentagonal trunchiat (diedru decagonal)      |         |        |                 | · t{5,2}                   | {10}                         |                              |                              | 2                   | 10                  | 10                  |
| P5  | Hosoedru pentagonal trunchiat (prismă pentagonală)  |         |        |                 | · t{2,5}                   | {5}                          | {4}                          |                              | 7                   | 15                  | 10                  |
| P10 | Diedru pentagonal omnitrunchiat (prismă decagonală) |         |        |                 | · t0,1,2{2,5}=tr{2,5}      | {10}                         | {4}                          | {4}                          | 12                  | 30                  | 20                  |
| A5  | Diedru pentagonal snub (antiprismă pentagonală)     |         |        |                 | · sr{2,5}                  | {5}                          | 2 {3}                        |                              | 12                  | 20                  | 10                  |
| P5  | Diedru pentagonal snub cantic (prismă pentagonală)  |         |        |                 | · s2{5,2}=t{2,5}           |                              |                              |                              | 7                   | 15                  | 10                  |

#### (6 2 2) D6hsimetrie diedrală
Există 24 triunghiuri fundamentale, vizibile pe fețele bipiramidei dodecagonale și triunghiuri colorate alternativ pe o sferă.
| #      | Nume                                                          | Imagine | Pavare | Figura vârfului | Simbol Coxeter și Schläfli | Numărul fețelor după poziție | Numărul fețelor după poziție | Numărul fețelor după poziție | Numărul elementelor | Numărul elementelor | Numărul elementelor |
| #      | Nume                                                          | Imagine | Pavare | Figura vârfului | Simbol Coxeter și Schläfli | Poz. 2 · [6] · (2)           | Poz. 1 · [2] · (6)           | Poz. 0 · [2] · (6)           | Fe- țe              | Mu- chii            | Vâr- furi           |
| ------ | ------------------------------------------------------------- | ------- | ------ | --------------- | -------------------------- | ---------------------------- | ---------------------------- | ---------------------------- | ------------------- | ------------------- | ------------------- |
| D6     | Diedru hexagonal                                              |         |        |                 | · {6,2}                    | {6}                          |                              |                              | 2                   | 6                   | 6                   |
| H6     | Hosoedru hexagonal                                            |         |        |                 | · {2,6}                    |                              |                              | {2}                          | 6                   | 6                   | 2                   |
| D12    | Diedru hexagonal trunchiat (diedru dodecagonal)               |         |        |                 | · t{6,2}                   | {12}                         |                              |                              | 2                   | 12                  | 12                  |
| H6     | Hosoedru hexagonal trunchiat (prismă hexagonală)              |         |        |                 | · t{2,6}                   | {6}                          | {4}                          |                              | 8                   | 18                  | 12                  |
| P12    | Diedru hexagonal omnitrunchiat (prismă dodecagonală)          |         |        |                 | · t0,1,2{2,6}=tr{2,6}      | {12}                         | {4}                          | {4}                          | 14                  | 36                  | 24                  |
| A6     | Diedru hexagonal snub (antiprismă hexagonală)                 |         |        |                 | · sr{2,6}                  | {6}                          | 2 {3}                        |                              | 14                  | 24                  | 12                  |
| P3     | Diedru hexagonal cantic (prismă triunghiulară)                |         |        |                 | = · h2{6,2}=t{2,3}         |                              |                              |                              | 5                   | 9                   | 6                   |
| P6     | Diedru hexagonal snub (prismă hexagonală)                     |         |        |                 | · s2{6,2}=t{2,6}           |                              |                              |                              | 8                   | 18                  | 12                  |
| A3 [2] | Hosoedru hexagonal snub (antiprismă triunghulară), (octaedru) |         |        |                 | · s{2,6}=sr{2,3}           |                              |                              |                              | 8                   | 12                  | 6                   |

## Operatorii construcției Wythoff
| Operația                              | Simbol              | Diagramă Coxeter | Descriere |
| ------------------------------------- | ------------------- | ---------------- | --- |
| Inițial                               | {p,q} t0{p,q}       |                  | Orice poliedru sau pavare regulate. |
| Rectificare (r)                       | r{p,q} t1{p,q}      |                  | Muchiile sunt complet trunchiate în puncte unice. Poliedrul are acum fețele combinate ale poliedrului inițial și ale dualului. Poliedrele sunt denumite prin numărul de laturi ale celor două forme regulate: {p,q} și {q,p}, de exempu „cuboctaedru” pentru r{4,3} între cub și octaedru.                            |
| Birectificare (2r) (dual)             | 2r{p,q} t2{p,q}     |                  | Birectificarea (dualul) este o altă trunchiere, astfel încât fețele originale sunt reduse la puncte. Fețele noi sunt formate sub fiecare vârf al poliedrului ințial. Numărul muchiilor este neschimbat și se rotește cu 90 de grade. O birectificare poate fi văzută ca un dual.                                      |
| Trunchiere (t)                        | t{p,q} t0,1{p,q}    |                  | Fiecare vârf original este tăiat, cu o față nouă care umple golul. Trunchierea are un grad de libertate, care are o poziție în care se creează un poliedru uniform trunchiat. Poliedrul are fețele sale originale dublate ca număr de laturi și conține fețele dualului.                                              |
| Bitrunchiere (2t) (dual trunchiat)    | 2t{p,q} t1,2{p,q}   |                  | O bitrunchiere poate fi văzută ca trunchierea dualului. Un cub bitruncat este un octaedru trunchiat. |
| Cantelare (rr) (expandare)            | rr{p,q}             |                  | În plus față de trunchierea vârfurilor, fiecare muchie originală este teșită, cu fețe dreptunghiulare noi care apar în locul lor. O cantelare uniformă este la jumătatea distanței dintre formele părinte și cele duale. Un poliedru cantelat este numit ca rombi-r{p,q}, de exemplu rombicuboctaedru pentru rr{4,3}. |
| Cantitrunchiere (tr) (omnitrunchiere) | tr{p,q} t0,1,2{p,q} |                  | Trunchierea și operațiile de cantelare sunt aplicate împreună pentru a crea o formă omnitrunchiată care are fețele poliedrului inițial dublate în numărul de laturi, fețele dualului dublate în numărul de laturi și pătrate undele existau laturile inițiale.                                                        |

| Operația                      | Simbol     | Diagramă Coxeter | Descriere |
| ----------------------------- | ---------- | ---------------- | --- |
| Rectificare snub (sr)         | sr{p,q}    |                  | Cantitrunchiere alternată. Toate fețele originale au la sfârșit jumătate din numărul de laturi, iar pătratele degenerează în muchii. Deoarece formele omnitrunchiate au 3 fețe/vârf, se formează noi triunghiuri. De obicei, aceste forme fațetate alternativ sunt ușor deformate după aceea pentru a se obține din nou poliedre uniforme. Posibilitatea ultimei schimbări depinde de gradul de libertate. |
| Snub (s)                      | s{p,2q}    |                  | Trunchiere alternată. |
| Snub cantic (s2)              | s2{p,2q}   |                  | |
| Cantelare alternată (hrr)     | hrr{2p,2q} |                  | Posibilă doar la pavări uniforme (poliedre infinite), alternarea · De exemplu, |
| Înjumătățire (h)              | h{2p,q}    |                  | Alternare a , aceeași cu |
| Cantic (h2)                   | h2{2p,q}   |                  | Aceeași cu |
| Înjumătățire rectificată (hr) | hr{2p,2q}  |                  | Posibilă doar la pavări uniforme (poliedre infinite), alternarea , aceeași cu or · De exemplu, = sau |
| Sfertuire (q)                 | q{2p,2q}   |                  | Posibilă doar la pavări uniforme (poliedre infinite), aceeași cu · De exemplu, = or |